# ایکس، نورد
ایکس، نورد (به فرانسوی: Aix, Nord) یک کمون در فرانسه است که در نور-پا-دو-کاله واقع شده‌است.

## خصوصیات
ایکس ۶٫۵۵ کیلومترمربع مساحت و ۱٬۰۹۰ نفر جمعیت دارد و ۳۸ متر بالاتر از سطح دریا واقع شده‌است.